# 米尔巴赫尔
米尔巴赫尔是奥地利蒂罗尔州因斯布鲁克兰县的一个市镇。总面积28.8平方公里，总人口1344人，人口密度46.7人/平方公里（2011年）。